# اچ‌ام‌اس پورپویز (۱۸۸۶)
اچ‌ام‌اس پورپویز (۱۸۸۶) (به انگلیسی: HMS Porpoise (1886)) یک کشتی بود. این کشتی در سال ۱۸۸۶ ساخته شد.
آغازبه خدمات در ایستگاه استرالیا در دسامبر 1897